# Шептухи
Шептухи (укр. Шептухи), село, 
Безруковский сельский совет,
Дергачёвский район,
Харьковская область.

## Географическое положение
Село Шептухи находится на левом берегу реки Лопань, выше по течению примыкает к селу Безруки, ниже по течению на расстоянии в 3 км — город Дергачи, на противоположном берегу — село Емцы, рядом с селом железнодорожная станция Безруковка.

## История
Присоединено к селу Безруки в ? году.